# DAF

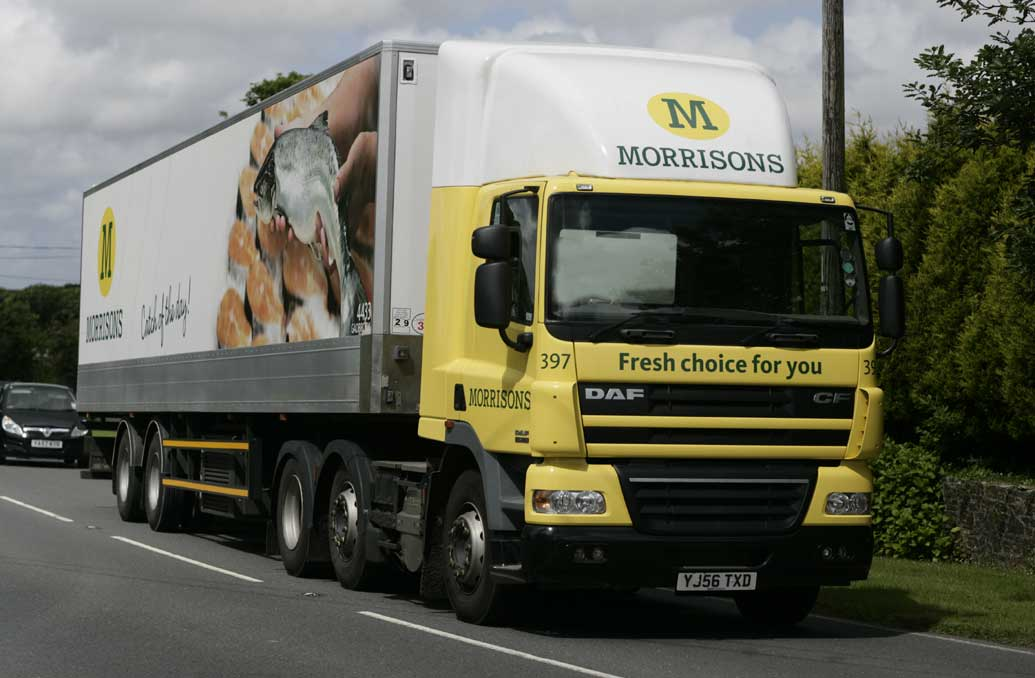
DAF CF85

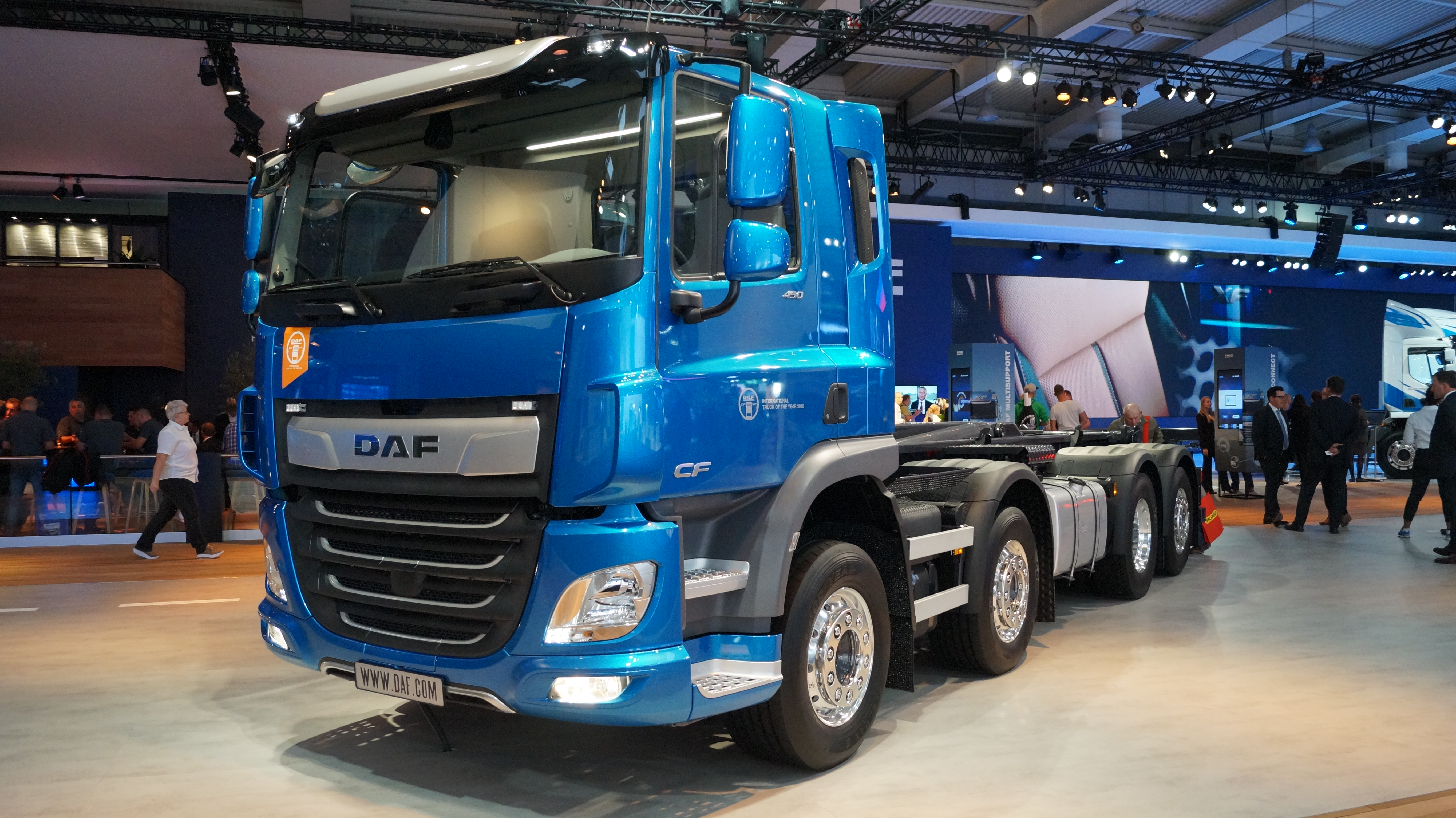
DAF CF MX11 EURO 6

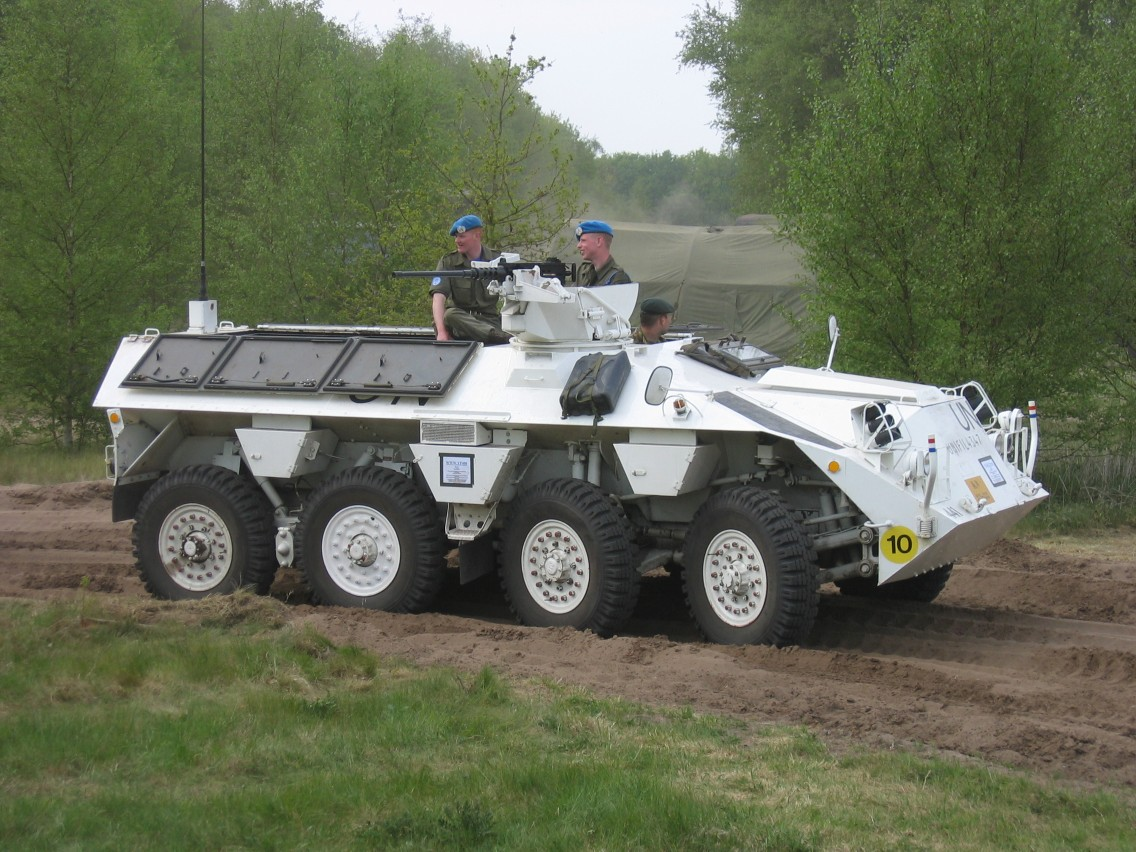
DAF YP-408（UNIFIL）

DAF Trucks N.V.（荷蘭語：Van Doorne's Automobiel Fabriek，縮寫為），為歐洲著名的商用车辆生產商，1928年成立於荷蘭。

## 历史
- 1928年4月1日，DAF由Van Doorne兩名兄弟Hub及Wim成立，初期為汽車修理工場。
- 1930年，DAF生產掛接拖架。
- 1949年，DAF開始生產商用車，第一款型號為A10小型客貨車，之後DAF生產各類型的貨車及巴士。
- 1958年，DAF開始生產私家車，首先有600型，之後就有33、44、55、66型等私家車。
- 1972年，DAF私家車部門被富豪汽車收購；1975年停止運作，而私家車總產量約82萬部。
- 1993年，United Bus倒閉，DAF巴士部門被荷蘭VDL集團收購。同時，DAF面臨破產，後來成立了一間新公司DAF Trucks N.V.。
- 1996年11月，DAF Trucks被美國帕卡集團（Paccar）收購。

## 海外布局

### 歐洲
- DAF卡車公司在整個歐洲的商用重車市場佔有率近一成三，已超越斯堪尼亞汽車（Scania）的12.7%市佔率，在歐洲市場具有一定的領導地位。

### 亞洲

#### 台灣

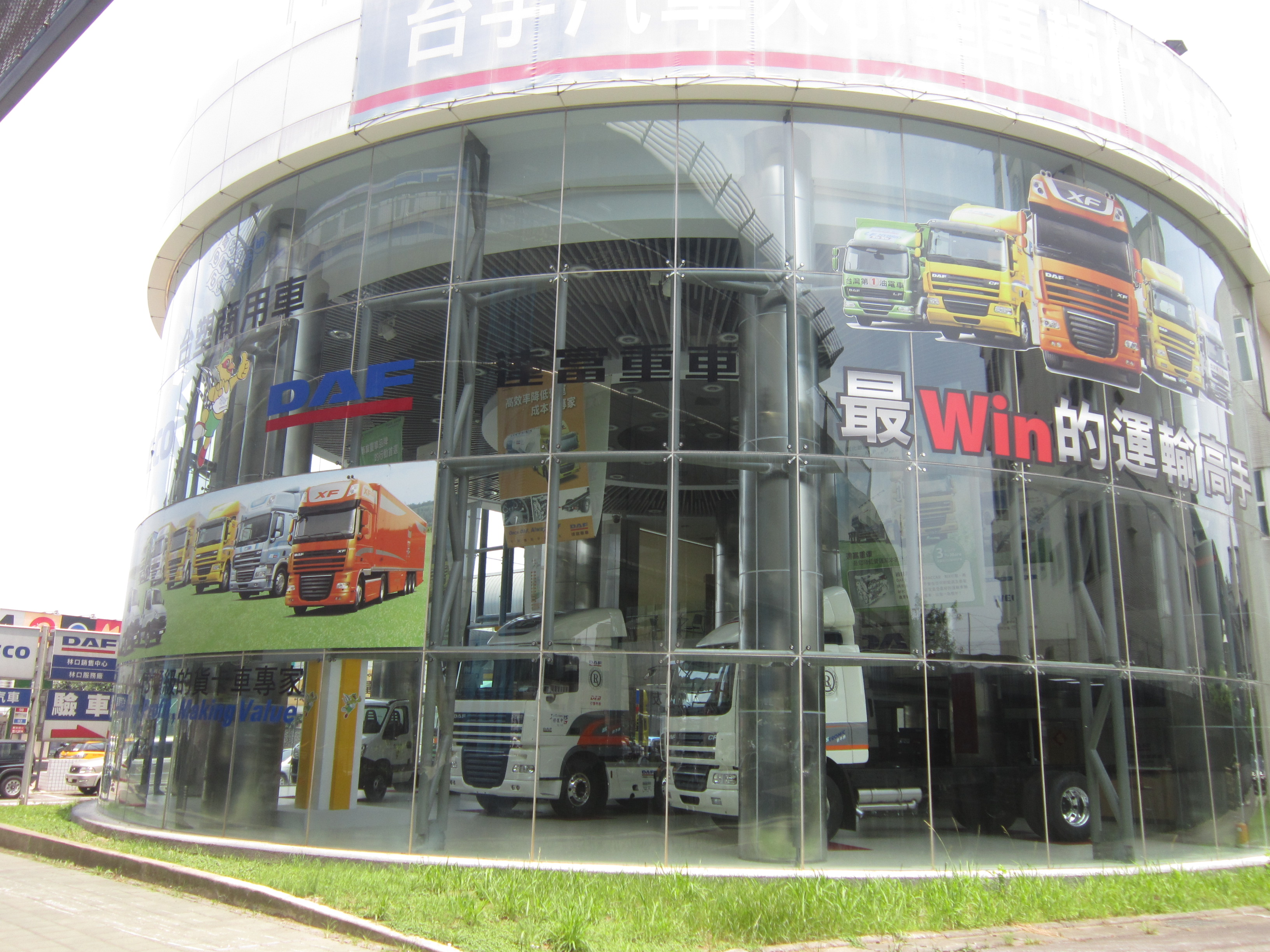
台宇汽車達富重車林口銷售中心與林口服務廠

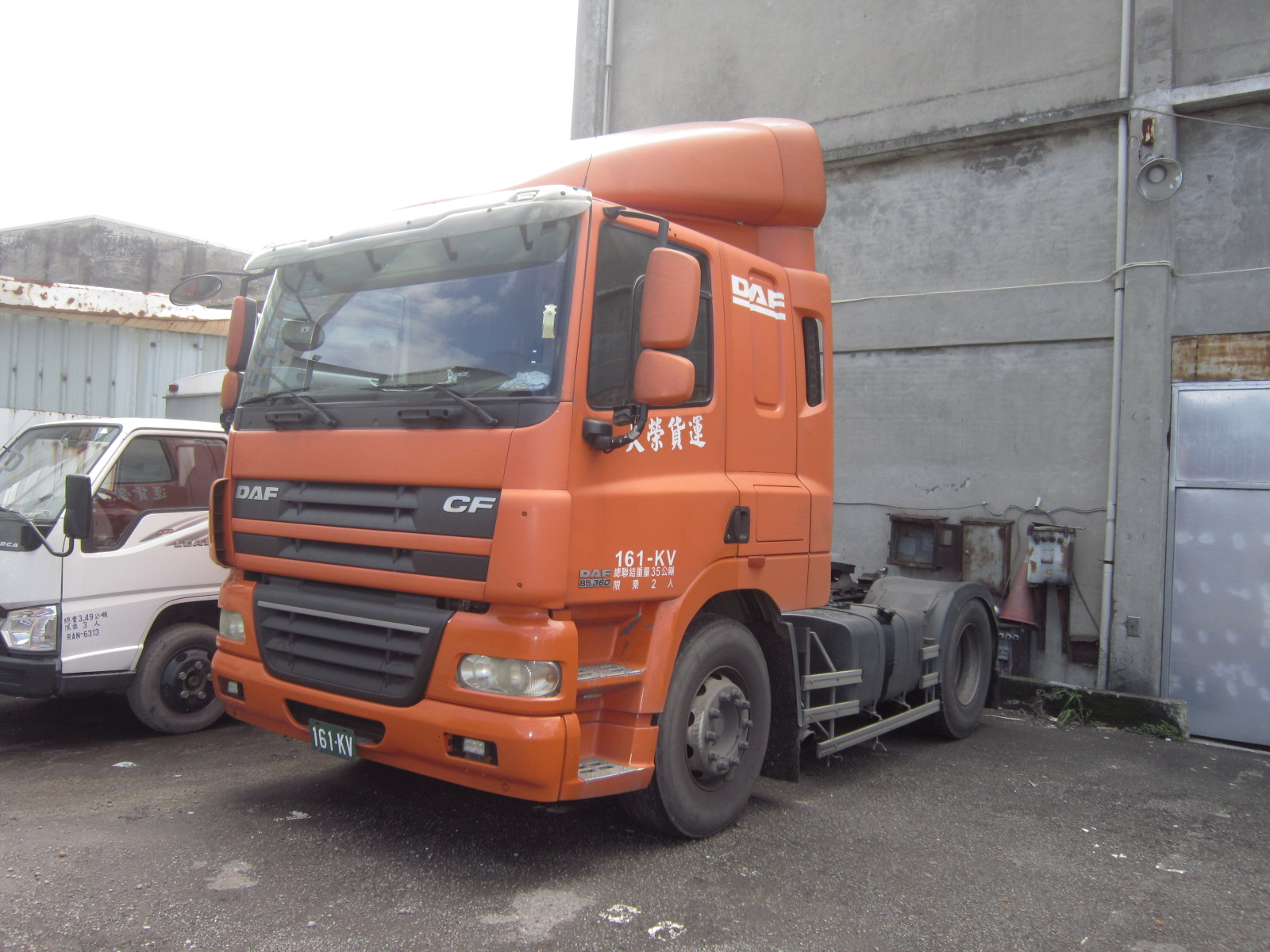
臺灣的嘉里大榮物流所使用的DAF CF85.360貨櫃拖車頭

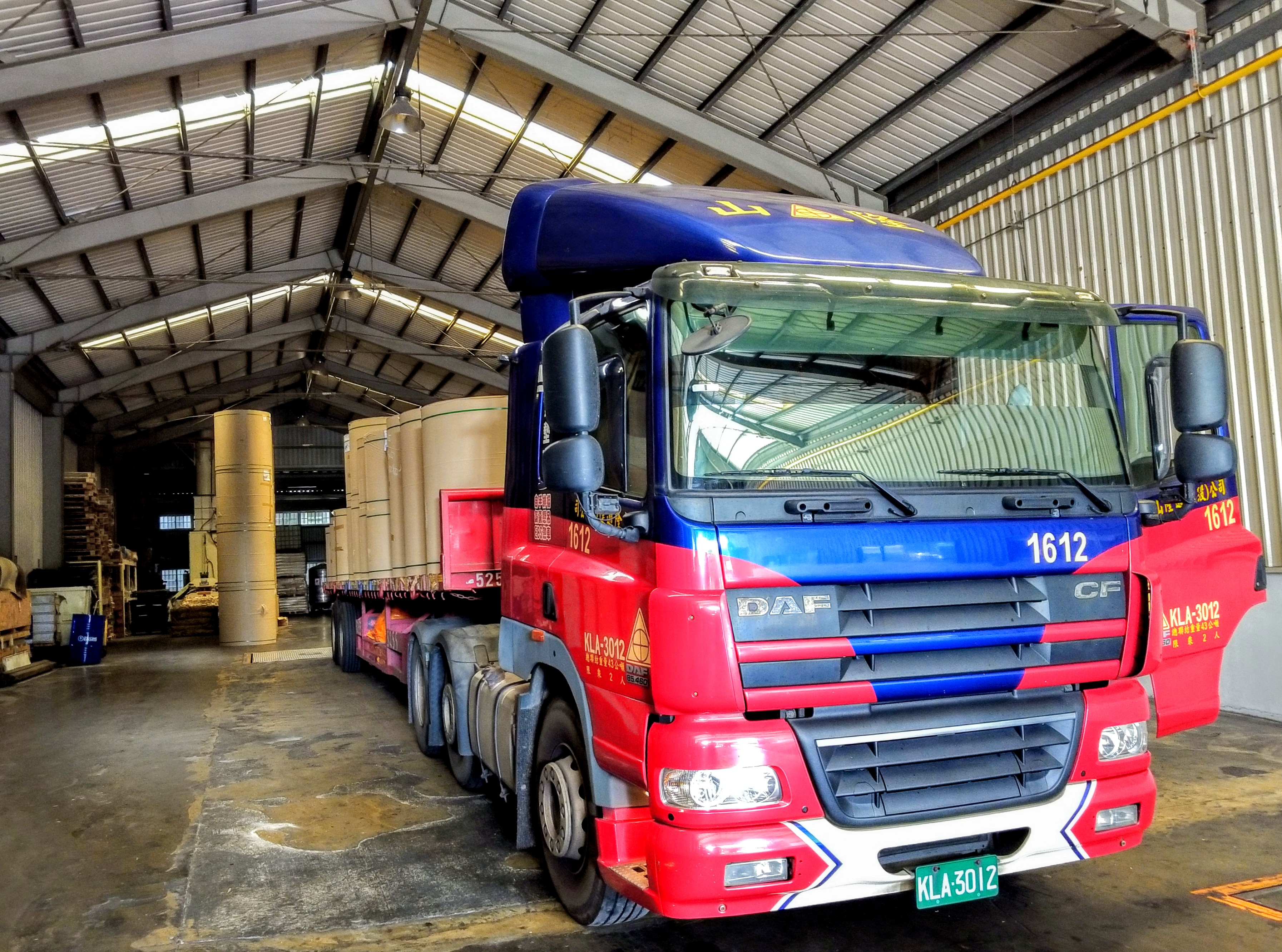
山隆貨運股份有限公司的DAF CF85.460

1985年至1992年，總貿易商引進DAF貨車底盤、巴士底盤及曳引車三百餘台，在市場上販售；後因售後服務力有未逮，而逐漸沒落。
2005年台塑集團開始與DAF合作重新引進台灣市場，起初僅代理DAF重車在台灣銷售。集團旗下台朔汽車經過三年積極與DAF洽談，投入重資發展重車組裝生產線，於2013年起在台灣組裝生產DAF重車，以補齊DAF的車輛組裝種類，以中文品牌「達富重車」在台灣市場銷售。並以旗下的台宇汽車作為健全售後服務及全台灣的經銷體系的主體，大力提升在台灣市場的市場佔有率。
2020年11月11日，引進符合歐盟六期環保標準的改款第二代車型。

#### 港澳

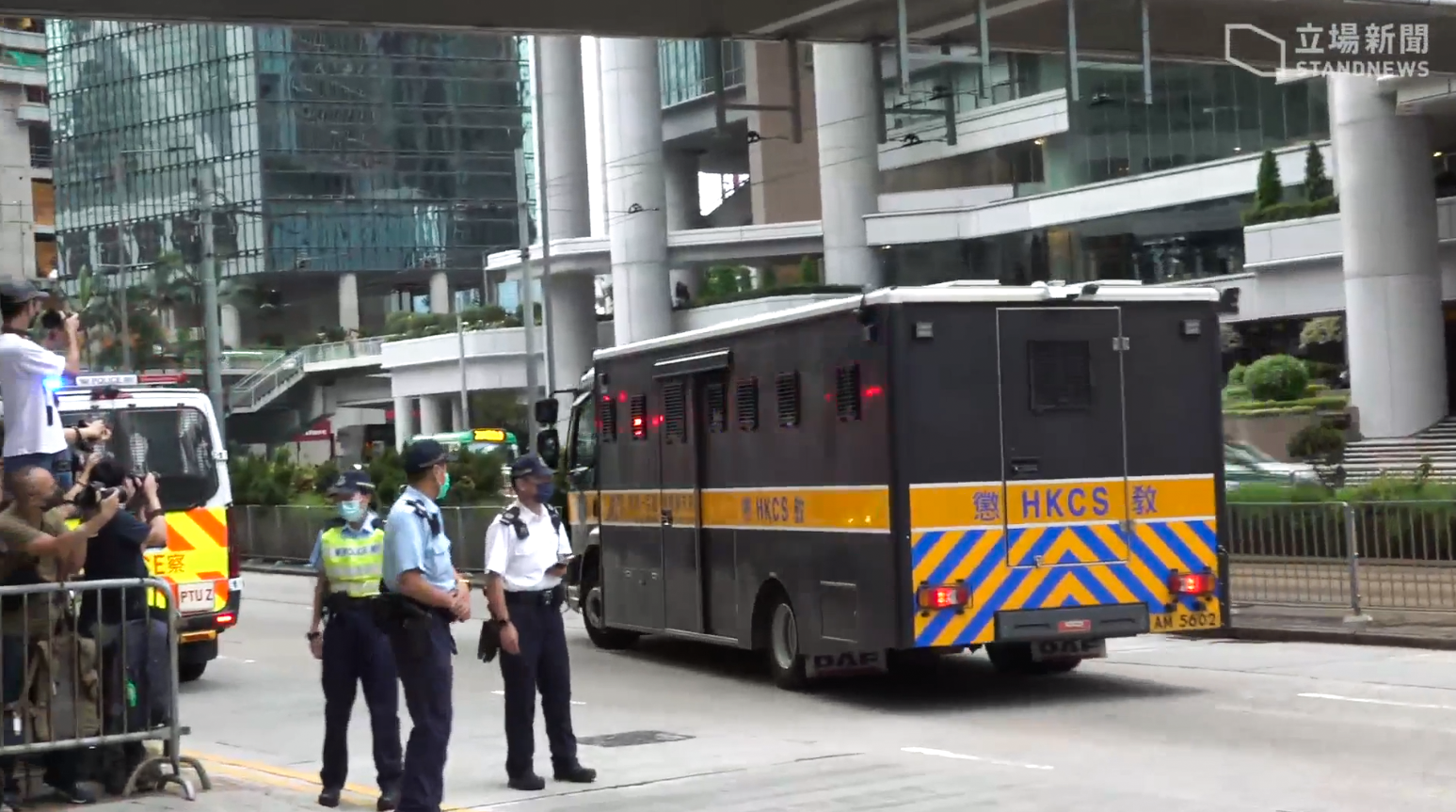
香港懲教署的DAF LF 囚車

- DAF重車在香港及澳門地區由大昌行集團旗下的合信汽車有限公司負責代理銷售業務。

## 事件
- 2016年5月，達富等六家歐洲重車生產廠商因涉價格壟斷，而遭歐盟重罰[4]。